# علی نظمی (سیاستمدار)
علی نظمی متولد ۹ بهمن ۱۳۱۶ خورشیدی سیاست‌مدار سابق و وکیل بازنشسته است، که در دوره بیست و چهارم مجلس شورای ملی بعنوان نماینده ارومیه از استان آذربایجان غربی در مجلس شورای ملی حضور داشت. او در دوران نمایندگی، نایب رئیس کمیسیون بودجه بود. 
او در سال‌های ۴-۱۳۵۳ رئیس انجمن شهر ارومیه بود. در سال ۱۳۳۹ و در دوران دانشجویی عضو جبهه ملی بود و به علت طرفداری از محمد مصدق پانزده روز را در زندان قزل قلعه سپری کرد. علی نظمی فارغ‌التحصیل رشته حقوق از دانشکده حقوق و علوم سیاسی دانشگاه تهران است.